# Ansonia kraensis
Ansonia kraensis (Kra Stream Toad) es una especie de anfibios de la familia Bufonidae.
Habita en el istmo de Kra, en Tailandia. Morfológicamente es similar a la especie Ansonia malayana.